# Diocese de Churchill-Baie d'Hudson
A Diocese de Churchill-Baie d'Hudson (Dioecesis Churchillpolitana-Sinus de Hudson) é uma diocese localizada na cidade de Churchill na província da Manitoba, pertencente a Arquidiocese de Keewatin-Le Pas no Canadá. Foi fundada em 1925 pelo Papa Pio XI. Inicialmente foi fundada como sendo Prefeitura Apostólica de Baie d'Hudson, em 1931 foi elevado a condição de vicariato e por fim em 1967 elevado a condição de diocese. Com uma população católica de 10.863 habitantes, sendo 28,7% da população total, possui 31 paróquias com dados de 2018.

## História
Em 15 de julho de 1925 o Papa Pio XI cria a Prefeitura Apostólica de Baie d'Hudson a partir do então Vicariato Apostólico de Keewatin. Em 1931 a prefeitura apostólica é elevada à condição de vicariato, sendo Vicariato Apostólico de Baie d'Hudson. Em 1945 o vicariato perde território para a criação do então Vicariato Apostólico de Labrador. Em 1967 o vicariato é elevado a condição de diocese, sendo Diocese de Churchill. Em 1968 tem seu nome alterado para o atual, Diocese de Churchill-Baie d'Hudson.

## Lista de bispos
A seguir uma lista de bispos desde a criação da prefeitura apostólica em 1925, em 1931 é elevada à condição de vicariato e em 1967 a diocese.
|                                        | Nome                                   | Período                           | Notas                                          |
| Bispos de Churchill-Baie d'Hudson      | Bispos de Churchill-Baie d'Hudson      | Bispos de Churchill-Baie d'Hudson | Bispos de Churchill-Baie d'Hudson              |
| -------------------------------------- | -------------------------------------- | --------------------------------- | ---------------------------------------------- |
| 4º                                     | Anthony Wiesław Krótki, O.M.I.         | 2013 - atual                      |                                                |
| 3º                                     | Reynald Rouleau, O.M.I.                | 1987 - 2013                       |                                                |
| 2º                                     | Omer Alfred Robidoux, O.M.I.           | 1970 - 1986                       | Faleceu no cargo                               |
| 1º                                     | Marc Lacroix, O.M.I.                   | 1968                              |                                                |
| Bispo de Churchill                     |                                        |                                   |                                                |
| 1º                                     | Marc Lacroix, O.M.I.                   | 1967 - 1968                       | Nomeado bispo dessa diocese                    |
| Vigários apostólicos de Baie d'Hudson  |                                        |                                   |                                                |
| 2º                                     | Marc Lacroix, O.M.I.                   | 1942 - 1967                       | Nomeado bispo de Churchill                     |
| 1º                                     | Louis-Eugène-Arsène Turquetil , O.M.I. | 1931 - 1942                       |                                                |
| Prefeitos Apostólicos de Baie d'Hudson |                                        |                                   |                                                |
| 1º                                     | Louis-Eugène-Arsène Turquetil , O.M.I. | 1925 - 1931                       | Nomeado prefeitos apostólicos de Baie d'Hudson |